# Vòng loại Giải vô địch bóng đá nữ U-17 Bắc, Trung Mỹ và Caribe 2016
Vòng loại Giải vô địch bóng đá nữ U-17 Bắc, Trung Mỹ và Caribe 2016 diễn ra từ tháng 8 tới tháng 12 năm 2016 nhằm tìm ra các đội tuyển tham dự vòng chung kết tại Grenada. Ba đội tuyển Canada, Hoa Kỳ và México được đặc cách vào thẳng vòng chung kết.

## Vòng loại Trung Mỹ
Bảy đội tuyển được chia thành hai bảng. Hai đội đầu bảng lọt vào vòng chung kết.

### Bảng A
| VT | Đội           | ST | T | H | B | BT | BB | HS  | Đ | Giành quyền tham dự |
| -- | ------------- | -- | - | - | - | -- | -- | --- | - | ------------------- |
| 1  | Guatemala (H) | 2  | 2 | 0 | 0 | 5  | 0  | +5  | 6 | Vòng chung kết      |
| 2  | El Salvador   | 2  | 1 | 0 | 1 | 7  | 2  | +5  | 3 |                     |
| 3  | Nicaragua     | 2  | 0 | 0 | 2 | 1  | 11 | −10 | 0 |                     |

| Nicaragua  | 1–7      | El Salvador                                                  |
| ---------- | -------- | ------------------------------------------------------------ |
| Flores 74' | Chi tiết | MacNally 2' · Cruz 18', 51', 84', ?' · López 28' · Tobar 68' |

| Guatemala                          | 4–0      | Nicaragua |
| ---------------------------------- | -------- | --------- |
| Oliva 27', 54' · Moulds 71', 90+1' | Chi tiết |           |

| Guatemala | 1–0      | El Salvador |
| --------- | -------- | ----------- |
| Mayen 90' | Chi tiết |             |

### Bảng B
| VT | Đội          | ST | T | H | B | BT | BB | HS  | Đ | Giành quyền tham dự |
| -- | ------------ | -- | - | - | - | -- | -- | --- | - | ------------------- |
| 1  | Costa Rica   | 2  | 2 | 0 | 0 | 21 | 0  | +21 | 6 | Vòng chung kết      |
| 2  | Honduras (H) | 2  | 1 | 0 | 1 | 9  | 6  | +3  | 3 |                     |
| 3  | Belize       | 2  | 0 | 0 | 2 | 1  | 24 | −23 | 0 |                     |
| 4  | Panama       | 0  | 0 | 0 | 0 | 0  | 0  | 0   | 0 | Bỏ cuộc             |

| Honduras                                                                           | 9–1      | Belize     |
| ---------------------------------------------------------------------------------- | -------- | ---------- |
| Romero 9', 75' · Ponce 12', 15' · Martínez 22' · Mejía 37', 57' · Bonilla 47', 51' | Chi tiết | Vernon 81' |

| Costa Rica | 15–0     | Belize |
| --- | -------- | ------ |
| M. Salas 1', 45+1' · Villalobos 3', 27', 36' · Del Campo 23' (ph.đ.) · Alvarado 35', 61', 72', 88' · Corrales 48', 82' · Y. Salas 57' · Marin 86' · Sanabria 88' | Chi tiết |        |

| Honduras | 0–6      | Costa Rica                                                             |
| -------- | -------- | ---------------------------------------------------------------------- |
|          | Chi tiết | M. Salas 16', 22' · Alvarado 46' · Villalobos 51', 70' · Del Campo 87' |

## Vòng loại Caribe
Ở vòng một 15 đội được chia thành bốn bảng. Bốn đội đầu bảng, hai đội nhì xuất sắc trong số các bảng 4 đội, cùng đội nhì của bảng ba đội tiến vào vòng đấu cuối tại Puerto Rico.
Tại vòng đấu cuối, tám đội được chia làm hai bảng, hai đội đầu mỗi bảng lọt vào bán kết. Hai đội thắng bán kết lọt vào vòng chung kết.

### Vòng một Caribe

#### Bảng 1
Diễn ra tại Cộng hòa Dominica.
| VT | Đội                   | ST | T | H | B | BT | BB | HS  | Đ | Giành quyền tham dự |
| -- | --------------------- | -- | - | - | - | -- | -- | --- | - | ------------------- |
| 1  | Cuba                  | 3  | 3 | 0 | 0 | 13 | 1  | +12 | 9 | Vòng đấu cuối       |
| 2  | Cộng hòa Dominica (H) | 3  | 2 | 0 | 1 | 5  | 4  | +1  | 6 | Vòng đấu cuối       |
| 3  | Quần đảo Cayman       | 3  | 1 | 0 | 2 | 4  | 9  | −5  | 3 |                     |
| 4  | Bahamas               | 3  | 0 | 0 | 3 | 1  | 9  | −8  | 0 |                     |

| Quần đảo Cayman | 0–6      | Cuba                                                   |
| --------------- | -------- | ------------------------------------------------------ |
|                 | Chi tiết | Sablon ?', ?' · Mengana ?' · Pérez ?', ?' · Aguilar ?' |

| Cộng hòa Dominica | 2–0      | Bahamas |
| ----------------- | -------- | ------- |
| Santos 44', 90+2' | Chi tiết |         |

| Cuba                                                     | 5–1      | Bahamas   |
| -------------------------------------------------------- | -------- | --------- |
| Pérez 10', 50' · Cabrera 35' · Espinosa 55' · Sablon 63' | Chi tiết | Simms 18' |

| Cộng hòa Dominica                            | 3–2      | Quần đảo Cayman           |
| -------------------------------------------- | -------- | ------------------------- |
| Taveras 37' · Santos 43' · López 47' (ph.đ.) | Chi tiết | Green 89' · Suberan 90+2' |

| Bahamas | 0–2      | Quần đảo Cayman       |
| ------- | -------- | --------------------- |
|         | Chi tiết | Green ?' · Suberan ?' |

| Cộng hòa Dominica | 0–2      | Cuba                   |
| ----------------- | -------- | ---------------------- |
|                   | Chi tiết | Sablon 10' · Ramos 60' |

#### Bảng 2
Diễn ra tại Haiti.
| VT | Đội       | ST | T | H | B | BT | BB | HS  | Đ | Giành quyền tham dự |
| -- | --------- | -- | - | - | - | -- | -- | --- | - | ------------------- |
| 1  | Haiti (H) | 2  | 2 | 0 | 0 | 11 | 1  | +10 | 6 | Vòng đấu cuối       |
| 2  | Bermuda   | 2  | 1 | 0 | 1 | 6  | 5  | +1  | 3 | Vòng đấu cuối       |
| 3  | Curaçao   | 2  | 0 | 0 | 2 | 2  | 13 | −11 | 0 |                     |

| Curaçao  | 1–6      | Bermuda                                                           |
| -------- | -------- | ----------------------------------------------------------------- |
| Hart 16' | Chi tiết | Lowe-Darrell 14' · Nesbeth 27', 47', 59' · Durham 45' · Lindo 55' |

| Haiti                                                                    | 7–1      | Curaçao    |
| ------------------------------------------------------------------------ | -------- | ---------- |
| Mondésir 33', 58', 67' · Dacius 56' · Dumonay 61' · Jean-Thomas 77', 80' | Chi tiết | Martina 4' |

| Haiti                   | 4–0      | Bermuda |
| ----------------------- | -------- | ------- |
| Mondésir ?', ?', ?', ?' | Chi tiết |         |

#### Bảng 3
Diễn ra tại Cộng hòa Dominica từ 19 tới 26 tháng 8 năm 2016.
| VT | Đội                       | ST | T | H | B | BT | BB | HS  | Đ | Giành quyền tham dự |
| -- | ------------------------- | -- | - | - | - | -- | -- | --- | - | ------------------- |
| 1  | Trinidad và Tobago        | 3  | 3 | 0 | 0 | 16 | 0  | +16 | 9 | Vòng đấu cuối       |
| 2  | Saint Kitts và Nevis (H)  | 3  | 2 | 0 | 1 | 4  | 5  | −1  | 6 |                     |
| 3  | Dominica                  | 3  | 1 | 0 | 2 | 2  | 6  | −4  | 3 |                     |
| 4  | Quần đảo Virgin thuộc Anh | 3  | 0 | 0 | 3 | 2  | 13 | −11 | 0 |                     |

| Trinidad và Tobago                              | 4–0 | Dominica |
| ----------------------------------------------- | --- | -------- |
| Jack 66' · Campbell 68' · Honore 72' · Ward 88' |     |          |

| Saint Kitts và Nevis            | 3–1 | Quần đảo Virgin thuộc Anh |
| ------------------------------- | --- | ------------------------- |
| Pemberton 19', 36' · Browne 46' |     | K. Lowery 85' (ph.đ.)     |

| Quần đảo Virgin thuộc Anh | 0–8 | Trinidad và Tobago                                                           |
| ------------------------- | --- | ---------------------------------------------------------------------------- |
|                           |     | Jack 19', 67' · Honore 29', 47', 65' · Ward 44' · Theodore 88' · Henry 90+1' |

| Saint Kitts và Nevis | 1–0 | Dominica |
| -------------------- | --- | -------- |
| Phillip 68'          |     |          |

| Quần đảo Virgin thuộc Anh | 1–2 | Dominica    |
| ------------------------- | --- | ----------- |
| E. Lowery ?'              |     | ? ?' · ? ?' |

| Saint Kitts và Nevis | 0–4 | Trinidad và Tobago                         |
| -------------------- | --- | ------------------------------------------ |
|                      |     | Honore 25', 90' · Henry 36' · Theodore 73' |

Lượt trận thứ hai ban đầu được xếp lịch vào ngày 24 tháng 8 (17:30 và 20:00), nhưng bị hoãn sang ngày 25 do bão.

#### Bảng 4
Diễn ra tại Suriname.
| VT | Đội          | ST | T | H | B | BT | BB | HS  | Đ | Giành quyền tham dự |
| -- | ------------ | -- | - | - | - | -- | -- | --- | - | ------------------- |
| 1  | Jamaica      | 3  | 3 | 0 | 0 | 17 | 1  | +16 | 9 | Vòng đấu cuối       |
| 2  | Barbados     | 3  | 2 | 0 | 1 | 6  | 3  | +3  | 6 | Vòng đấu cuối       |
| 3  | Suriname (H) | 3  | 1 | 0 | 2 | 6  | 3  | +3  | 3 |                     |
| 4  | Saint Lucia  | 3  | 0 | 0 | 3 | 0  | 22 | −22 | 0 |                     |

| Barbados   | 1–2      | Jamaica         |
| ---------- | -------- | --------------- |
| Clarke 14' | Chi tiết | Gordon 22', 31' |

| Suriname                                         | 5–0      | Saint Lucia |
| ------------------------------------------------ | -------- | ----------- |
| Dompig ?', ?', ?' · Renfrum ?' · Tjoen A Choy ?' | Chi tiết |             |

| Jamaica | 14–0     | Saint Lucia |
| --- | -------- | ----------- |
| Brown 5', 3', 38', 54' · S. Clarke 8', 34' · T. Clarke 16', 27', 29' · Nelson 19', 21', 90+3' · Pitter 63' · Perrier 65' | Chi tiết |             |

| Suriname    | 1–2      | Barbados                  |
| ----------- | -------- | ------------------------- |
| Righters ?' | Chi tiết | Jarvis ?' · Carrington ?' |

| Saint Lucia | 0–3      | Barbados                              |
| ----------- | -------- | ------------------------------------- |
|             | Chi tiết | Clarke ?' · Jarvis ?' · Carrington ?' |

| Suriname | 0–1      | Jamaica     |
| -------- | -------- | ----------- |
|          | Chi tiết | Perrier 62' |

#### Xếp hạng đội nhì bảng
Cùng với đội nhì bảng 2 (gồm ba đội), hai đội nhì xuất sắc nhất trong số các bảng 1, 3 và 4 (gồm bốn đội) tiến vào vòng sau.
| VT | Bg | Đội                  | ST | T | H | B | BT | BB | HS | Đ | Giành quyền tham dự |
| -- | -- | -------------------- | -- | - | - | - | -- | -- | -- | - | ------------------- |
| 1  | 4  | Barbados             | 3  | 2 | 0 | 1 | 6  | 3  | +3 | 6 | Vòng đấu cuối       |
| 2  | 1  | Cộng hòa Dominica    | 3  | 2 | 0 | 1 | 5  | 4  | +1 | 6 | Vòng đấu cuối       |
| 3  | 3  | Saint Kitts và Nevis | 3  | 2 | 0 | 1 | 4  | 5  | −1 | 6 |                     |

### Vòng hai Caribe
Diễn ra tại Puerto Rico.

#### Bảng A
| VT | Đội             | ST | T | H | B | BT | BB | HS | Đ | Giành quyền tham dự |
| -- | --------------- | -- | - | - | - | -- | -- | -- | - | ------------------- |
| 1  | Jamaica         | 3  | 2 | 1 | 0 | 9  | 4  | +5 | 7 | Bán kểt             |
| 2  | Cuba            | 3  | 2 | 0 | 1 | 4  | 3  | +1 | 6 | Bán kểt             |
| 3  | Puerto Rico (H) | 3  | 1 | 1 | 1 | 5  | 4  | +1 | 4 |                     |
| 4  | Bermuda         | 3  | 0 | 0 | 3 | 1  | 8  | −7 | 0 |                     |

| Cuba      | 1–0 | Bermuda |
| --------- | --- | ------- |
| Pérez 62' |     |         |

| Puerto Rico           | 2–2 | Jamaica                  |
| --------------------- | --- | ------------------------ |
| Díaz 17' (ph.đ.), 28' |     | T. Clarke 12' · Fray 69' |

| Jamaica                                               | 5–1      | Bermuda         |
| ----------------------------------------------------- | -------- | --------------- |
| Fray 6', 14' · T. Clarke 44' · Brown 59' · Gordon 67' | Chi tiết | Christopher 50' |

| Puerto Rico | 1–2      | Cuba                   |
| ----------- | -------- | ---------------------- |
| Cotto 80'   | Chi tiết | Pérez 35' · Sarria 50' |

| Cuba       | 1–2 | Jamaica         |
| ---------- | --- | --------------- |
| Sablon 61' |     | Gordon 68', 71' |

| Puerto Rico           | 2–0 | Bermuda |
| --------------------- | --- | ------- |
| Díaz 30' (ph.đ.), 67' |     |         |

#### Bảng B
| VT | Đội                | ST | T | H | B | BT | BB | HS  | Đ | Giành quyền tham dự |
| -- | ------------------ | -- | - | - | - | -- | -- | --- | - | ------------------- |
| 1  | Haiti              | 3  | 3 | 0 | 0 | 20 | 0  | +20 | 9 | Bán kểt             |
| 2  | Trinidad và Tobago | 3  | 2 | 0 | 1 | 11 | 6  | +5  | 6 | Bán kểt             |
| 3  | Cộng hòa Dominica  | 3  | 1 | 0 | 2 | 5  | 8  | −3  | 3 |                     |
| 4  | Barbados           | 3  | 0 | 0 | 3 | 2  | 24 | −22 | 0 |                     |

| Trinidad và Tobago                        | 4–1      | Cộng hòa Dominica |
| ----------------------------------------- | -------- | ----------------- |
| Ward 34', 45' · Theordore 43' · James 61' | Chi tiết | Cambiazo 2'       |

| Haiti | 13–0     | Barbados |
| --- | -------- | -------- |
| Mondésir 2', 40', 43', 68' · Nicolas 32' · Dacius 42', 45' · Pierre 55', 74' · Eloissaint 85', 88' · Saint Felix 67', 90' | Chi tiết |          |

| Cộng hòa Dominica | 0–3 | Haiti                                        |
| ----------------- | --- | -------------------------------------------- |
|                   |     | Nicolas 17' · Eloissaint 20' · Millien 90+3' |

| Trinidad và Tobago                                            | 7–1 | Barbados       |
| ------------------------------------------------------------- | --- | -------------- |
| John 4' · Ellis 18', 45' · Fortune 56', 58' · Honore 67', 70' |     | Carrington 60' |

| Barbados    | 1–4 | Cộng hòa Dominica                                     |
| ----------- | --- | ----------------------------------------------------- |
| Padmore 25' |     | Ureña 5' (ph.đ.) · López 6', 86' · Santos 43' (ph.đ.) |

| Haiti                                       | 4–0 | Trinidad và Tobago |
| ------------------------------------------- | --- | ------------------ |
| Nicolas 9', 26' · Mondésir 39' · Pierre 50' |     |                    |

#### Bán kết
Đội thắng gành quyền dự Giải vô địch bóng đá nữ U-17 Bắc, Trung Mỹ và Caribe 2016.
| Jamaica  | 1–0      | Trinidad và Tobago |
| -------- | -------- | ------------------ |
| Fray 83' | Chi tiết |                    |

| Haiti                                    | 3–2 (s.h.p.) | Cuba                     |
| ---------------------------------------- | ------------ | ------------------------ |
| Nicolas 16' · Mondésir 99' · Pierre 104' | Chi tiết     | Ferrer 23' · Corcho 109' |

#### Tranh hạng ba
| Trinidad và Tobago           | 3–0      | Cuba |
| ---------------------------- | -------- | ---- |
| Theodore 25', 76' · Paul 69' | Chi tiết |      |

#### Chung kết
| Jamaica              | 2–1      | Haiti        |
| -------------------- | -------- | ------------ |
| Smart 3' · Brown 67' | Chi tiết | Mondésir 71' |